# Anton Norst

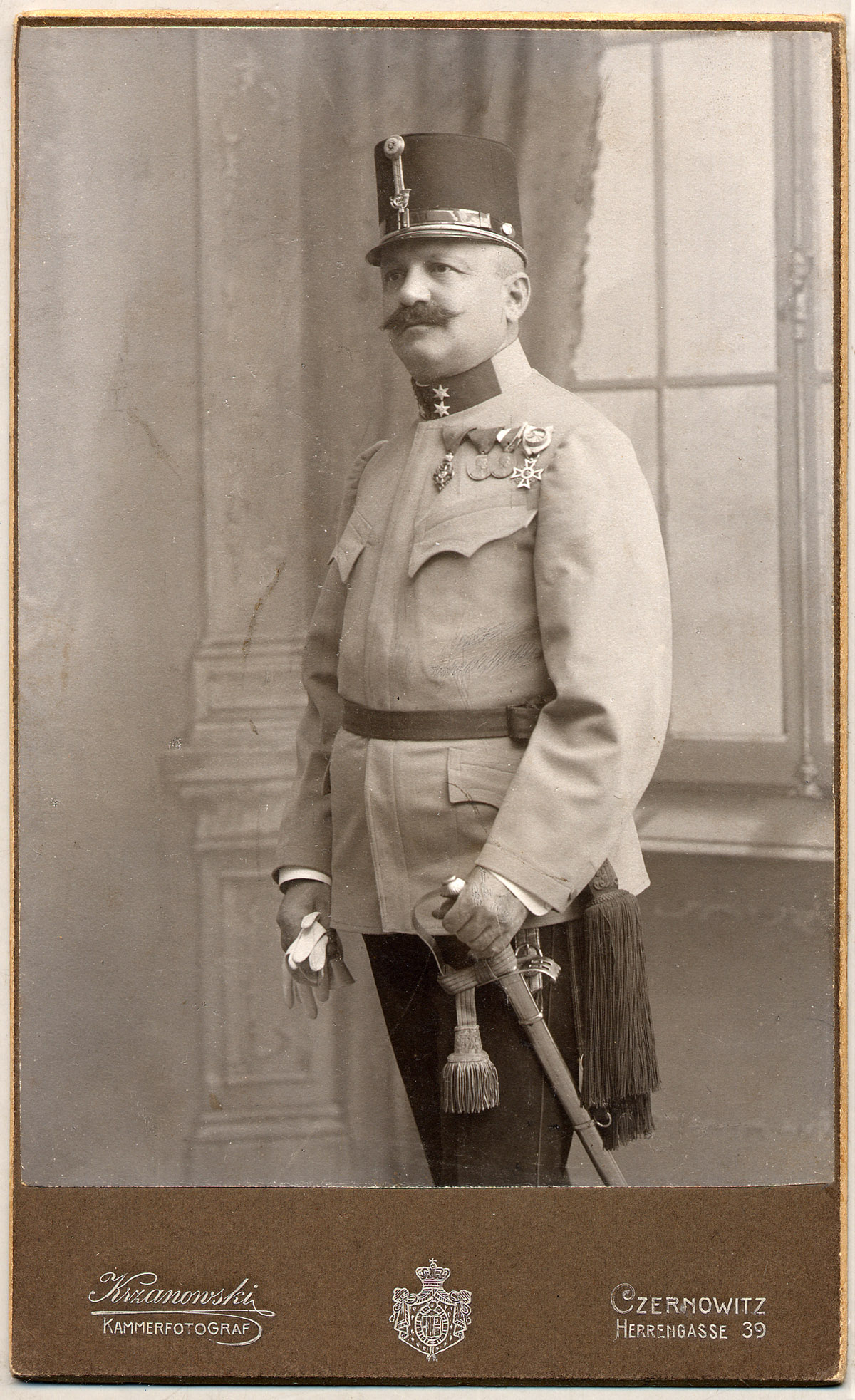
Anton Norst 1914 als Oberleutnant der Reserve mit Auszeichnungen

Kundmachung 1914

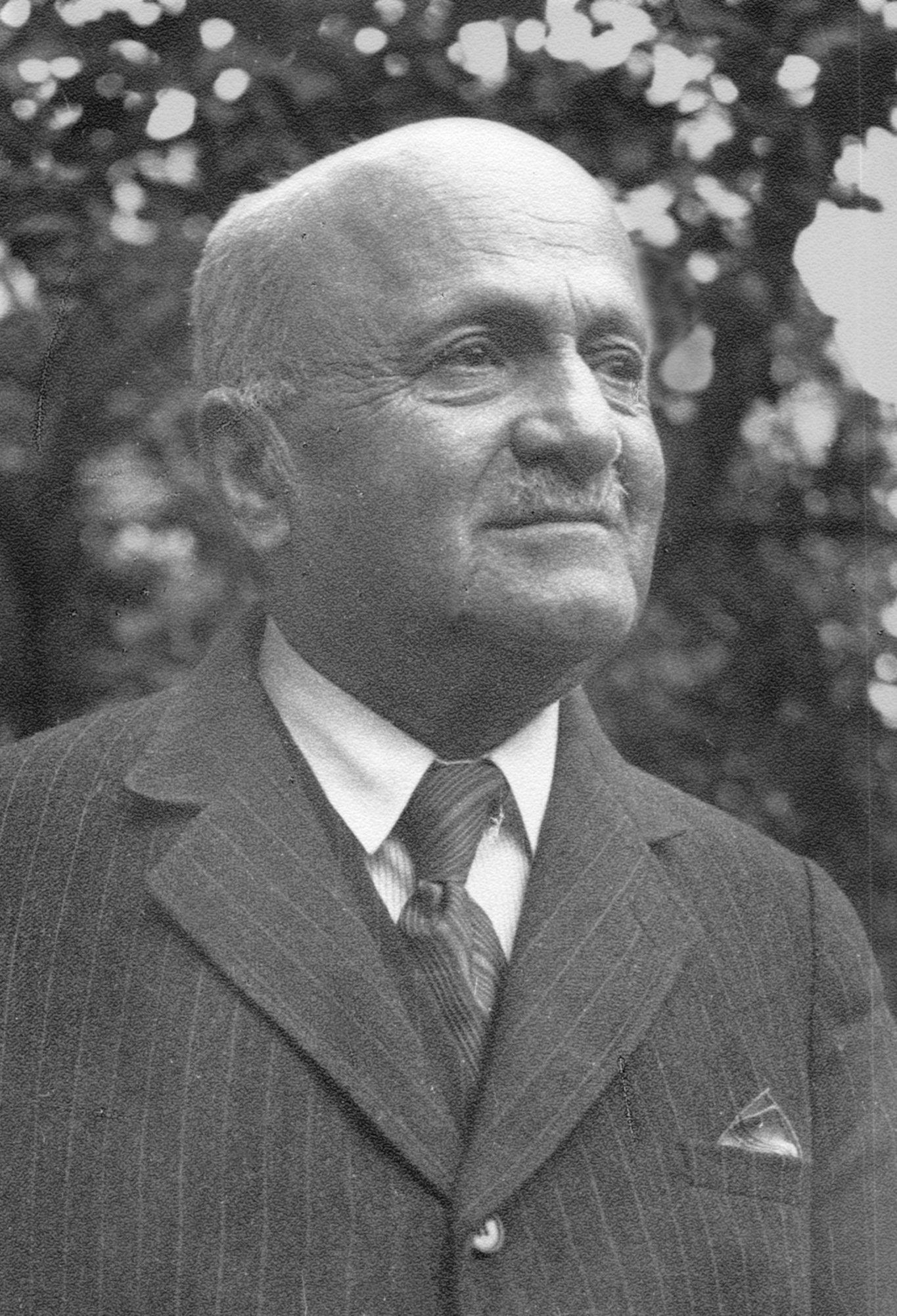
Anton Norst 1937 (während eines Besuchs bei seiner Tochter in Lemberg)

Anton Norst (auch Anton Nußbaum, geboren als Oswald Isidor Nußbaum; * 1. Mai 1859 in Załuże im Bezirk Zbaraż, Kaisertum Österreich; † 11. April 1939 in Wien) war ein österreichischer Beamter, Kommunalpolitiker, Journalist und Autor in der Bukowina.

## Leben
Anton Norst wurde als Sohn von Leon Nußbaum, Inhaber eines Vermittlungs- und Plakatierungsbüros, und seiner Frau Esther geboren. Die bekannte Wiener Reformpädagogin Eugenie Schwarzwald war seine jüngere Schwester. Seine spätere Namensänderung steht vermutlich im Zusammenhang mit seinem Übertritt von der jüdischen zur katholischen Religion. Nach der Matura am Ersten Staatsgymnasium in Czernowitz 1879 und dem einjährig-freiwilligen Militärdienst beim Infanterieregiment Nr. 41 studierte er Rechtswissenschaften an den Universitäten Wien und Czernowitz und schloss das Studium mit der Promotion zum Dr. iur. ab. Schon während seines Studiums schrieb er für das »Neue Wiener Tagblatt« und trat am 1. Mai 1882 in die Redaktion der regierungsamtlichen »Czernowitzer Zeitung« ein, bei der er 1884 Redakteur für den Lokalteil und das Feuilleton und 1909 Chefredakteur wurde. 1890 begründete er die illustrierte literarische Monatsschrift »Im Buchwald«, die er eineinhalb Jahre bis zu ihrer Einstellung 1891 herausgab.
Seit 1892 war er Beamter in der Stadtverwaltung von Czernowitz. 1897 wurde er als Universitäts-Sekretär (spätere Amtsbezeichnung: Kanzleidirektor) Leiter der Universitätsverwaltung an der Franz-Josef-Universität Czernowitz. Am 17. August 1912 verlieh ihm der Kaiser den Titel Regierungsrat. Neben seiner dienstlichen Tätigkeit verfasste Norst zahlreiche Festschriften und Gelegenheitsdichtungen wie Prologe sowie Gedichte, Erzählungen, Humoresken und Rezensionen, die meist in Zeitungen und Zeitschriften der Bukowina abgedruckt wurden. Mehrere seiner Lieder wurden von verschiedenen Komponisten vertont, sein 1916 verfasstes patriotisches „Lied der Bukowiner Gendarmen“ von Franz Lehár.
1900 wurde Norst erstmals in den Gemeinderat von Czernowitz gewählt, dem er bis zu dessen kriegsbedingter Auflösung 1914 angehörte. Hier war er von 1904 bis 1914 Vorsitzender der für den Entwurf des städtischen Haushalts zuständigen Präliminarkommission, engagierte sich aber auch besonders für die Förderung des Fremdenverkehrs und die Armenfürsorge, redigierte das städtische Mitteilungsblatt, die seit 1898 wöchentlich erscheinende »Czernowitzer Gemeindezeitung«, und vertrat die Stadt beim österreichischen Städtetag. Am 11. April 1912 beschloss der Gemeinderat einstimmig, ihn zum Ehrenbürger der Stadt Czernowitz zu ernennen. Zuvor hatte ihm schon der Kurort Dorna-Watra wegen seiner Verdienste um den Fremdenverkehr die Ehrenbürgerschaft verliehen. Er war in zahlreichen Vereinen und Ehrenämtern aktiv; unter anderem war er Mitbegründer, Vorsitzender und Ehrenmitglied des Journalisten- und Schriftstellervereins der Bukowina.
Zu Beginn des Ersten Weltkriegs 1914 war Czernowitz vorübergehend von russischen Truppen besetzt. Norst blieb während dieser Zeit in der Stadt. Nach der Rückeroberung durch österreichische Truppen wurde er am 22. Oktober 1914 vom Stadtkommandanten als Regierungskommissär eingesetzt und führte bis zur Rückkehr des Vizebürgermeisters am 30. Oktober die Geschäfte der Stadt. Im weiteren Verlauf des Krieges diente er als Hauptmann der Reserve in der Landwehr beim Landesgendarmeriekommando Nr. 13 in Czernowitz. Im Frühjahr 1918 wirkte er an der Wiedereröffnung der während des Krieges nach Wien ausgelagerten Universität mit. Nach dem Ende der österreichisch-ungarischen Monarchie und dem Anschluss der Bukowina an Rumänien gab Norst Ende Juli 1919 sein Amt als Leiter der Universitätskanzlei auf, da die Czernowitzer Universität nunmehr rumänischsprachig statt deutschsprachig wurde, und übersiedelte nach Wien, wo er im Unterrichtsministerium und 1920–1922 bei der Statistischen Zentralkommission tätig war. 1921 erhielt er den Titel eines Hofrats. Im Ruhestand arbeitete er an einer Geschichte des deutschen Theaters in der Bukowina, die nicht mehr erschienen ist. Sein Grab befindet sich auf dem Hietzinger Friedhof.

## Familie
Anton Norst war verheiratet mit Olga geb. Weckenmann (1869–1948), mit der er die Tochter Elisabeth Friederike (genannt Else, 1892–1969) und den Sohn Anton Heinrich (1900–1974) hatte. Else Norst absolvierte nach der Matura am I. Staatsgymnasium in Czernowitz 1910 ein naturwissenschaftliches Studium an den Universitäten Czernowitz und Wien, das sie mit der Promotion bei dem Mathematiker Hans Hahn abschloss. Sie unterrichtete an dem von Marianne Hainisch begründeten Mädchenrealgymnasium Albertgasse in Wien und heiratete 1921 den polnischen Physiker Wojciech Rubinowicz. Anton Heinrich Norst war Jurist und der Vater von Marlene Norst.

## Auszeichnungen
- Goldene Medaille „Viribus unitis“ für Kunst und Wissenschaft[6]
- Ritterkreuz des Franz-Joseph-Ordens[4]
- Offizierskreuz des Ordens der Krone von Rumänien[4]
- Karl I.-Jubiläums-Medaille[4]
- Militärverdienstkreuz III. Klasse mit Kriegsdekoration[15] und Schwertern[20]

## Werke (Auswahl)

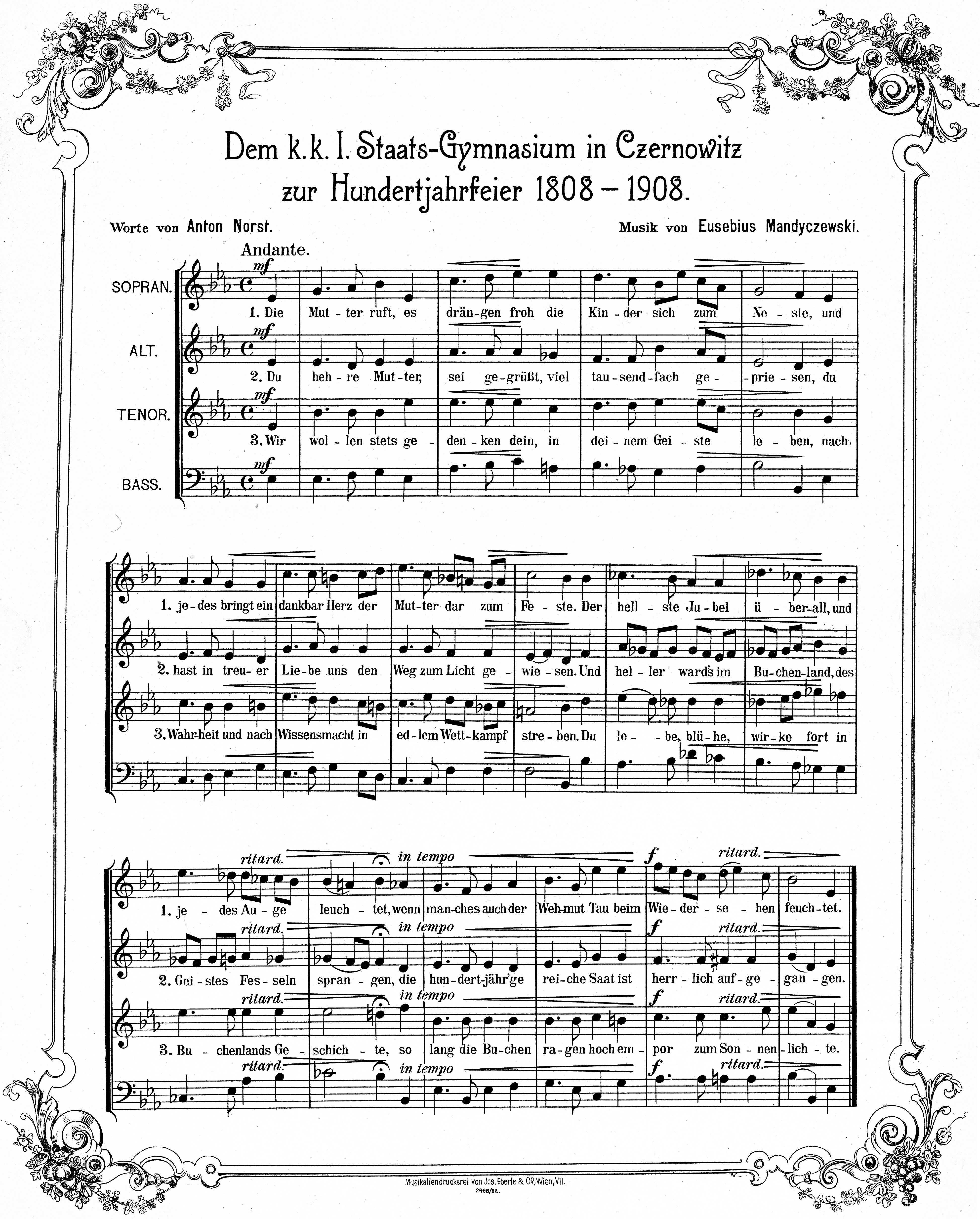
Anton Norst: Gedicht zur Hundertjahrfeier des Staatsgymnasiums Czernowitz

- Der Kronprinz in der Bukowina, 1887.
- Gut Heil. Festschrift des Allgemeinen Turnvereins Czernowitz, 1892
- Am Pruth. Patriotische Klänge aus der Bukowina, 1893.
- Alma Mater Francisco-Josephina. Festschrift zum 25-jährigen Bestande der Universität. Universitäts-Buchhandlung H. Pardini (Engel & Suchanka), Czernowitz 1900.
- Jubiläumsschrift der Akademischen Lesehalle in Czernowitz, 1900.
- Der Verein zur Förderung der Tonkunst in Bukowina 1862–1902, 1903.
- Zur Geschichte des Czernowitzer Theaters, 1904
- Der Musen Einzug, Festspiel zur Eröffnung des neuen Stadttheaters in Czernowitz, 1905.
- Dem k. k. I. Staats-Gymnasium in Czernowitz zur Jahrhundertfeier 1808–1908 (Musik von Eusebius Mandyczewski)